# Рейнисдраунгар
Рейнисдраунгар (исл. Reynisdrangar) — базальтовые ке́куры, расположенные рядом с горой Рейнисфьядль возле поселения Вик в Южной Исландии. Кекуры отстоят на несколько десятков метров от пляжа Рейнисфьяра, который покрыт чёрным песком, и омываются водами Атлантического океана.
Согласно одной из местных легенд эти живописные столбовидные скалы появились когда два тролля пытались вытащить на берег трехмачтовый корабль, севший на мель.
Но с восходом солнца дневной свет прорезался сквозь облака и тролли окаменели, образовав кекуры.
В 1991 году американский журнал Islands Magazine назвал этот пляж одним из самых красивых нетропических пляжей на Земле.

## Галерея

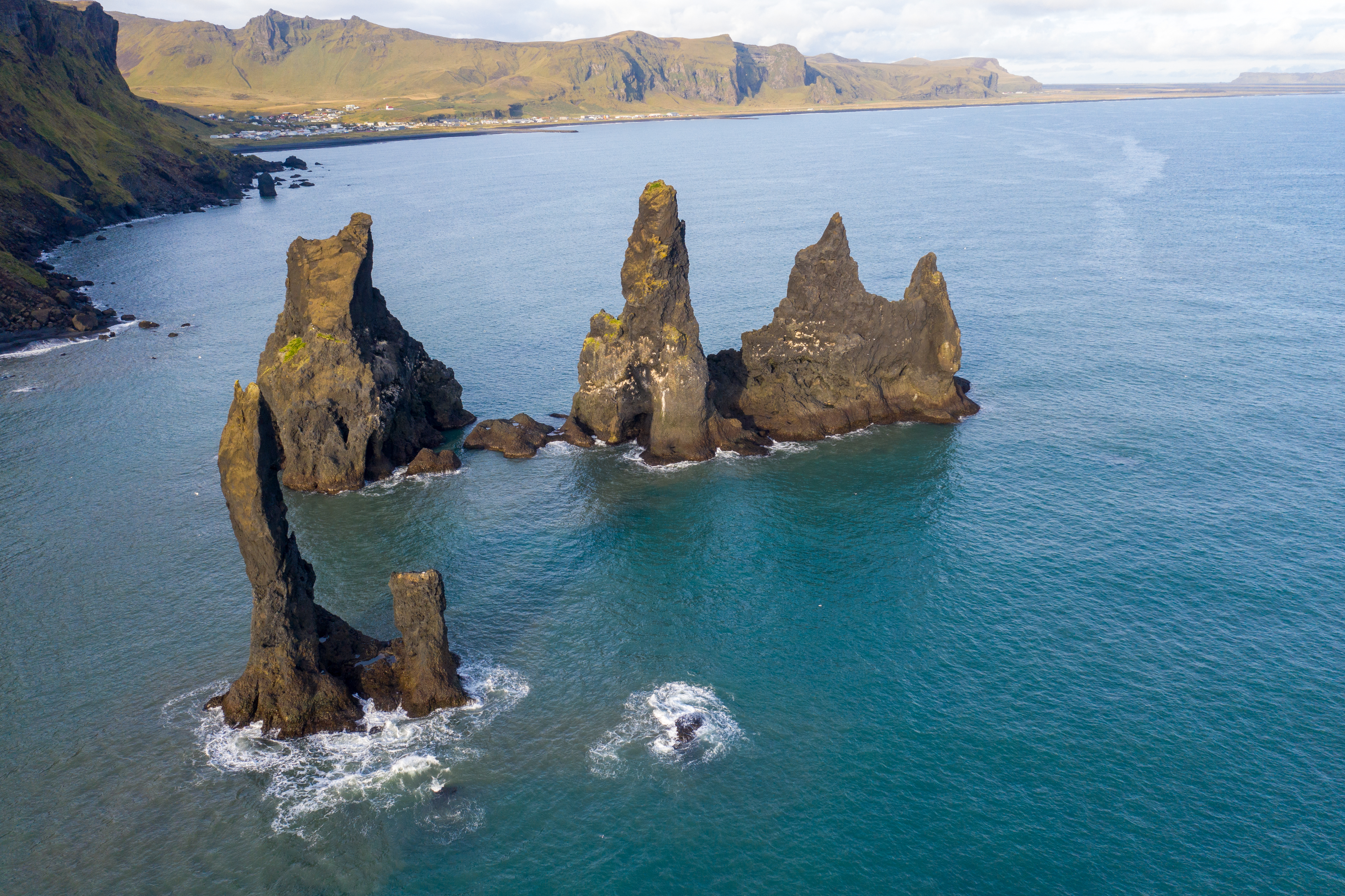
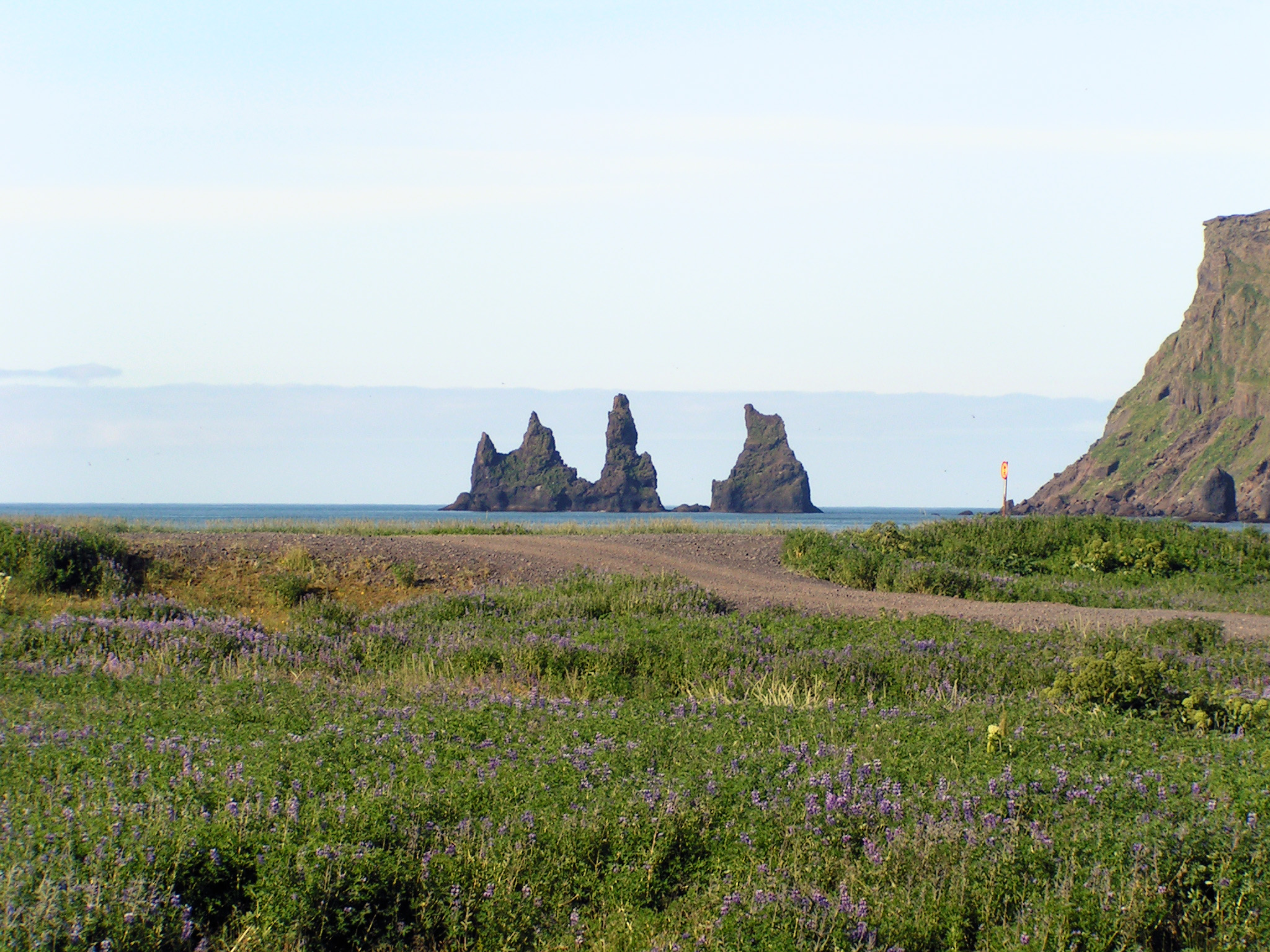
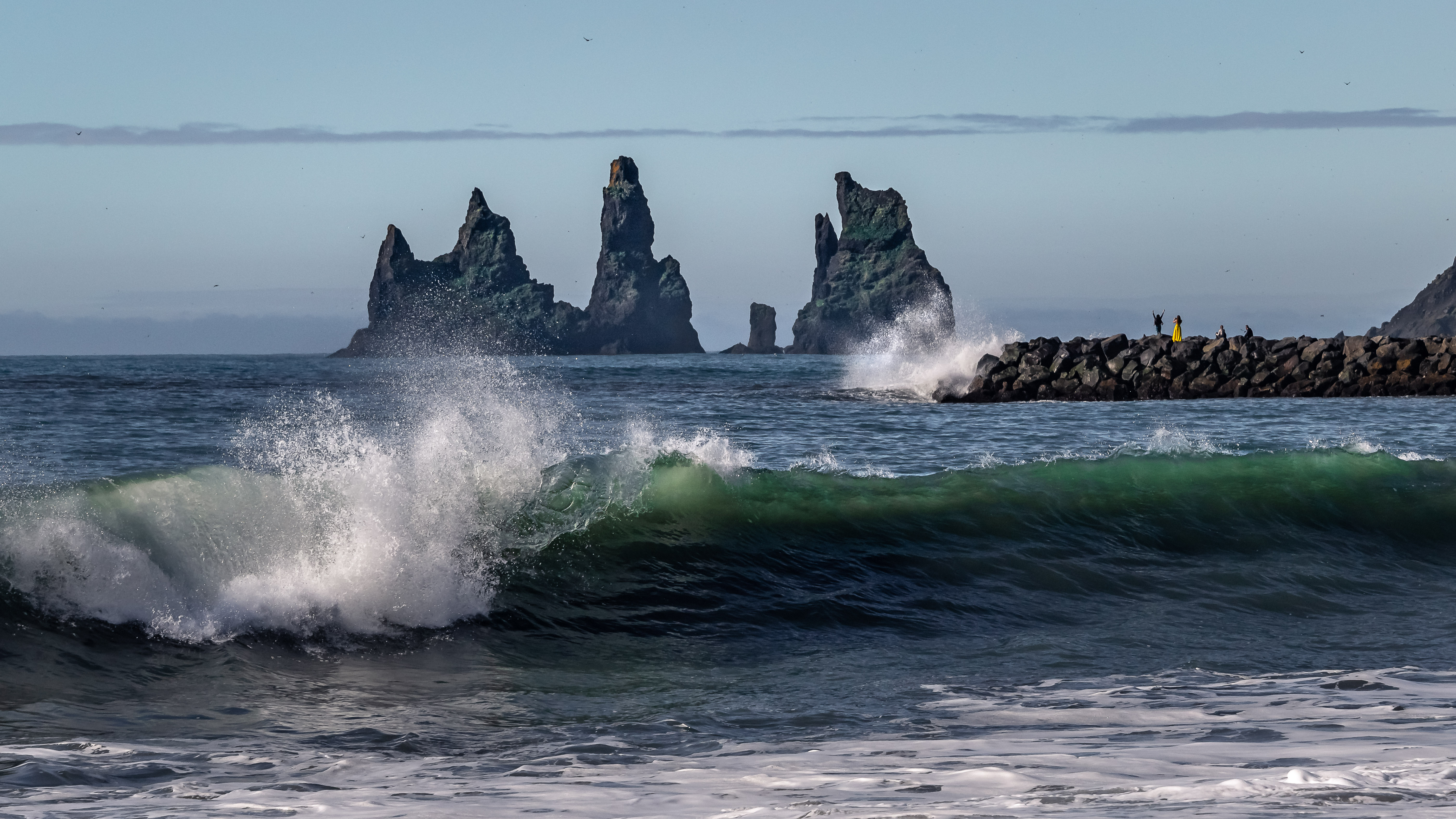
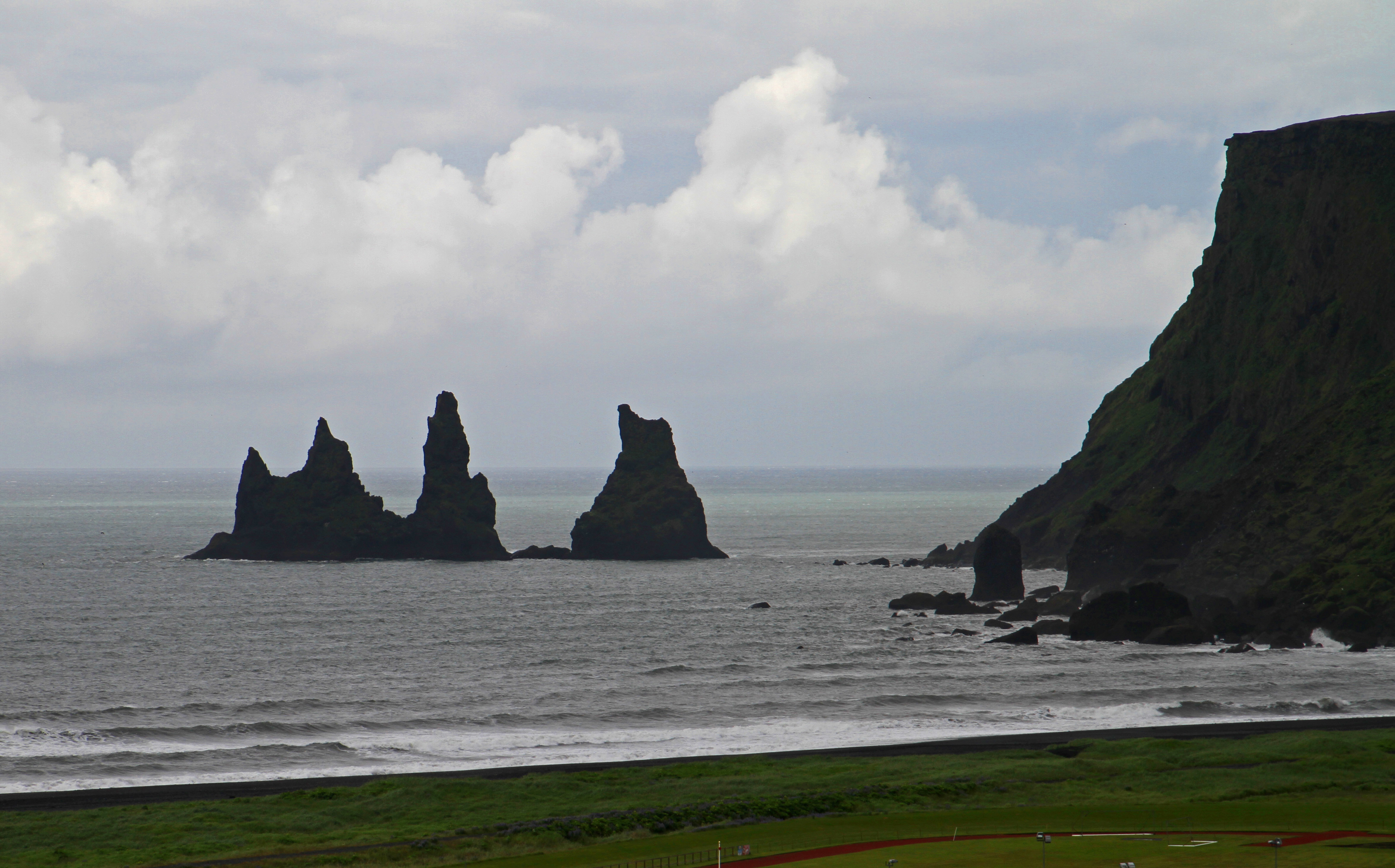
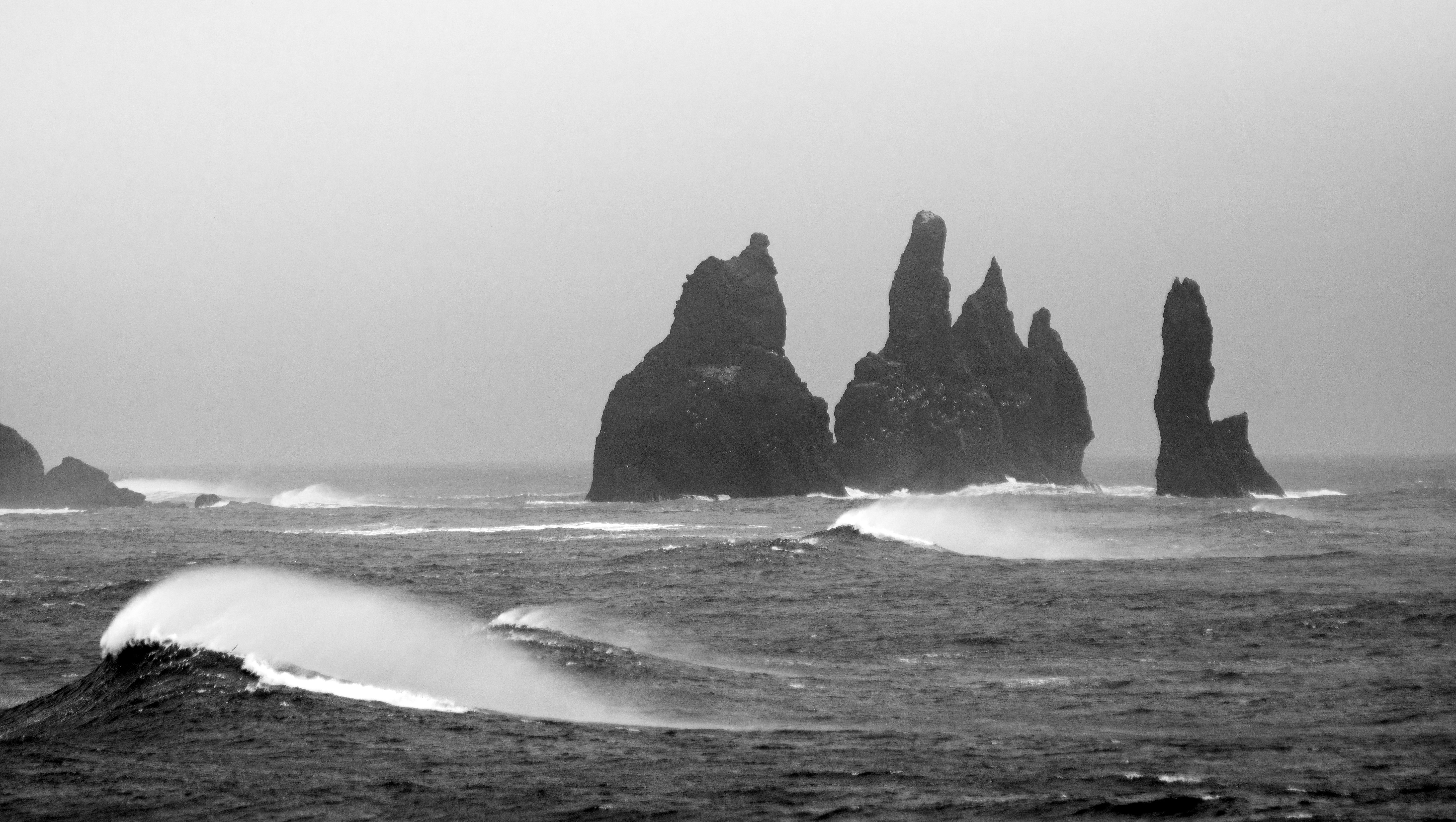

## Ссылка
- Виртуальный тур